# 뉴캐슬 브레이커스 FC
뉴캐슬 브레이커스 FC(영어: Newcastle Breakers Football Club)는 해체되 호주 축구 클럽팀이다. 뉴캐슬 오스트레일리아 클럽으로 구성된 구단은 이 구단은 1991/1992 시즌부터 1999/2000년 해체될 때까지 내셔널 사커 리그에 참가했었다. 내셔널 리그에서 총 9시즌 동안 계속해서 부진한 성적을 거두었고, 이후 클럽의 해체로 뉴캐슬 유나이티드 FC (이후 뉴캐슬 제츠)가 새로 창단되었다.